# Padisák Mihály
| Padisák Mihály                            | Padisák Mihály                            |
| Kattints az alábbi külső linkek egyikére! | Kattints az alábbi külső linkek egyikére! |
| ----------------------------------------- | ----------------------------------------- |
| Nem található szabad kép.(?)              |                                           |
| külső link · jogvédett                    | Képe az „Újságmúzeum” honlapján           |

Padisák Mihály (Budapest, 1930. június 13. – 2014. június 21.) magyar író, szerkesztő, rádiós újságíró. A magyar rádiózás egyik legnépszerűbb és leghosszabb ideig tartó műsora – Miska bácsi levelesládája – fűződik a nevéhez.

## Életrajz
Kezdetben a külkereskedelemben dolgozott, de íróként is bontogatta a szárnyait. Az ötvenes évek elején jelentkezett rádióriporternek, egyhavi próbaidő után vették fel és ötven esztendeig dolgozott a Magyar Rádióban. Főleg ipari helyszínekről tudósított, de mivel rendszeresen publikált gyerekekről gyerekeknek szóló elbeszéléseket, folytatásos regényeket, kapott egy visszautasíthatatlan ajánlatot. Ő lett a magyar rádiózás első és akkoriban egyetlen ifjúsági témákkal foglalkozó riportere.
Irodalmi műsorok, vetélkedők, dokumentumjátékok és sorozatok fűződtek a nevéhez. Íróként több, népszerű ifjúsági regényt írt. Legismertebbek Kanóc kalandjai (Éljen a száműzetés, Kanóc, az emberszelídítő, Kanóc, az életművész).

## Miska bácsi levelesládája
Először Miska bácsi levelesládája címmel jelentkeztek az adások, mindig színész személyesítette meg a kívánságokat teljesítő Miska bácsit. Huszonöt év után aztán változott a műsor koncepciója. Padisák Mihály kapta a szerkesztő mellett a műsorvezető szerepét is. A tinédzserek legjobb barátjává és bizalmasává vált. Akadt olyan esztendő, amikor tizenhétezer levelet kapott, sokan írtak a határon túlról is. Egyetlen küldemény sem maradt válasz nélkül, ebben pedagógusok és pszichológusok segédkeztek neki.

„A szívemhez közeli leveleket hazavittem és megőriztem – idézte fel a nyugdíjas rádiós. – Sokan küldtek fényképeket, ezek is mind megvannak. Kétségtelenül egy korszak dokumentumai. Ezért a forgatókönyveket, a leveleket, a pályázati anyagokat, a fényképeket közgyűjteménynek, a kecskeméti múzeumnak adományoztam, ahol bárki tanulmányozhatja. Székelyné Kőrösi Ilona főmuzeológus több kiállítást is rendezett az anyagból, az egyik most a Vajdaságban vándorol. Régi levelezőim közül jó néhánnyal tartom a kapcsolatot. Időnként személyesen is felkeresnek.”

– Padisák Mihály visszaemlékezése

Miska bácsi közel háromezer műsorban mutatta be a fiatalok örömeit, gondjait, küzdelmeit, és mivel soha nem csapta be őket, mindig igazságos hangot ütött meg velük szemben, sokak szívébe belopta magát. Vigasztalt, ösztönzött, dicsért, s ha kellett, korholt is. Népszerűsége abban állt, hogy a viharos huszadik században emberi hangon tudott szólni hallgatóihoz az éteren keresztül.
A rendszerváltás után elsősorban az országhatáron túli magyarokat szólította meg Miska bácsi levelesládája határok nélkül címmel. Tíz sikeres év következett 2001-ig, a negyedszázados jubileumig, majd hetvenegy évesen szerkesztőként befejezte küldetését.

## Művei
- Farmernadrág és társai (1970)
- Játékmesterek kis kézikönyve (1970)
- Játsszunk együtt! (1974)
- Ötlettár (1975)
- Éljen a száműzetés! (1977) Online elérhetőség MEK
- Játszani tudni kell! (1977)
- Csipisz mégis győz (1979) Online elérhetőség MEK
- Bújj ki a bőrödből! (1979)
- A csúcs mindig fölöttünk van (1980) Online elérhetőség MEK
- Gyalog Juli (1983) Online elérhetőség MEK
- Kanóc, az emberszelídítő (1984) Online elérhetőség MEK
- Talpcsiklandozással nem foglalkozom! (1984)
- Minden napra egy játék (1986) (alkotótárs: Padisák Judit)
- Kanóc, az életművész (1987) Online elérhetőség MEK
- „Kedves Miska bácsi!…” (1988) Online elérhetőség MEK
- Tanácstalan szerelmesek könyve (1988)
- Ki tapsol nekem? (1990)
- Ezer szállal (2002)
- Miska bácsi „titkai": félszáz év gyermekvilága egy rádióműsor tükrében (2008)
- Félszáz év a mikrofon előtt (2010)
- A mi Csobánkánk. Életünk, emlékezéseink könyve. Ösztönözte és könyvvé ötvözte Padisák Mihály; Agroinform, Bp., 2011
- Éljen a száműzetés! Regény; 2. jav. kiad.; Könyvmolyképző, Szeged, 2013 (Jonatán könyvmolyképző)

## Díjak, kitüntetések
- a Magyar Rádió nívódíjai
- Kiváló Népművelő (1977)
- Szocialista Kultúráért
- Aranytoll (1997)
- Köztársasági Elnöki Arany Emlékérem (1998)
- Magyar Örökség díj (2000)
- Prima Primissima díj (2004)
- Csobánka díszpolgára
- Erdőkertes díszpolgára